# Ana Jorge
Ana Maria Teodoro Jorge (Lourinhã, Lourinhã, 23 de setembro de 1949) é uma médica e política portuguesa, que exerceu o cargo de Ministra da Saúde dos XVII e XVIII Governos Constitucionais de Portugal.

## Carreira
- Licenciada em Medicina pela Faculdade de Medicina da Universidade de Lisboa, é especialista em pediatria médica (1984).
- Coordenou a Sub-Região de Saúde de Lisboa entre 1996 e 1997, tendo transitado para o conselho de administração da Administração Regional de Saúde de Lisboa e Vale do Tejo, entre 1997 e 2000, a que presidiu.
- Foi assistente hospitalar de pediatria médica no Hospital D. Estefânia e no Hospital Garcia de Orta (Almada), onde foi também directora do serviço de pediatria, inicialmente durante três meses (Janeiro a Março) de 1996, e desde Junho de 2001 até assumir as funções de Ministra da Saúde, em Janeiro de 2008.
- Foi representante do Ministério da Saúde no grupo de trabalho conjunto com os Ministérios da Educação e Segurança Social, para a problemática da intervenção precoce (1994 a 1996).
- Foi assistente da Escola Nacional de Saúde Pública (especialidades de saúde materna, infantil, escolar e adolescente) de 1985 a 1992 e monitora da cadeira de terapêutica geral da Faculdade de Medicina da Universidade de Lisboa nos anos lectivos de 1973-1974 e 1974-1975.
- Tem mais de trinta trabalhos publicados em diversas revistas, e apresentou mais de cem comunicações e palestras.
- Presidiu à comissão de ética do Hospital Garcia de Orta (Almada).
- Pertenceu à direcção do colégio de pediatria médica da Ordem dos Médicos (1993-1998) e à direcção nacional da Liga Portuguesa Contra a Epilepsia (1987-1994), tendo presidido ainda à sua delegação de Lisboa (1994-1996). Foi membro da direcção da secção de desenvolvimento da Sociedade de Pediatria de 1994 a 1997 e é co-coordenadora do sector de humanização do Instituto de Apoio à Criança desde 1998.
- Foi Presidente da Assembleia Municipal da Lourinhã, eleita pelo PS (2005-2013).[1]
- Foi ministra da Saúde do XVII Governo Constitucional, de 30 de janeiro de 2008 a 25 de outubro de 2009, e do XVIII Governo Constitucional, de 26 de outubro de 2009 a 20 de junho de 2011.
- Foi deputada à Assembleia da República de junho a dezembro de 2011.[1]
- Foi presidente do Centro Garcia de Orta, Formação, Ensino e Investigação e da Comissão de Humanização do Hospital Garcia de Orta (2012-2019).[1]
- Foi coordenadora da Unidade de Missão do Hospital da Estrela da Santa Casa da Misericórdia de Lisboa (2016-2021).[1]
- Foi presidente nacional da Cruz Vermelha Portuguesa de 8 de novembro de 2021 a 2 de maio de 2023.[2]
- É presidente do Conselho Geral da Universidade do Algarve (desde 2021).[1]
- Foi provedora da Santa Casa da Misericórdia de Lisboa de 2 de maio de 2023 a 30 de abril de 2024.[3]

Em 7 de janeiro de 2016, o Ministério Público pediu a condenação de cerca de 20 responsáveis da Administração Regional de Saúde de Lisboa entre 1998 e 2001, por terem pago indevidamente cerca de 21 milhões de euros à sociedade que geria o hospital Amadora-Sintra. Entre os responsáveis que estão a ser julgados no tribunal de contas, onde decorreram as alegações finais, está a antiga ministra da saúde Ana Jorge, que foi presidente da Administração Regional da Saúde (ARS) de Lisboa e Vale do Tejo entre 1997 e 2000. A procuradora do Ministério Público (MP) alegou que o pagamento indevido de mais de 21 milhões de euros (quatro milhões e 200 mil contos) não pode deixar de ser imputado aos administradores da ARS.